# Ноћна стража (филм)
Ноћна стража (рус. Ночной Дозор) је руски научно фантастични мистеријски филм из 2004. године, режисера Тимура Бекмамбетова у продукцији компанија Первый канал и Базелевс продакшн, а у главним улогама су Константин Хабенски, Владимир Меншов и Виктор Вержбицкиј.

## Радња
Некада су добри витезови, који су себе називали Ратницима Светлости, орали земљу и чистили је од злих и злих духова. Али једног дана, зли Ратници таме стали су им на путу. Почела је крвава и немилосрдна битка. Али тада су главе обе стране виделе да су снаге изједначене и битка је прекинута. Они су између себе закључили Мировни уговор, по коме обе стране, зване Други, више неће водити међусобне ратове. Речено је да ће бити створена Ноћна стража да контролише силе таме и Дневна стража да контролише силе Светлости. Али за хиљаду година појавиће се Велики Други, коме ће бити суђено да пређе на страну зла, и свет ће потонути у таму.
Даље, радња се одвија 1992. године у Москви. Младић Антон Городецки долази код чаробнице како би вратио своју жену, која је отишла код другог. Стара вештица је обећала да ће то средити. Осврћући се по стану чаробнице, Антон долази до прозора и види ЗИЛ-130 „Горсвет” и људе у комбинезонима како седе поред њега. Он томе не придаје велики значај. Вештица упозорава Антона да жена чека дете, наводно од свог љубавника, а током вештичарења дете ће умрети у материци. Антон се слаже. Када је била скоро готова, изненада су се појавили исти људи из Горсвета и спречили вештицу да убије дете. Ове непознате особе су чланови Ноћне страже. Почели су да „шију ствари“, али су онда открили да их Антон види, иако су стражари били у Сумраку, паралелном свету доступном само Другима. Дакле, Антон је и Други, потенцијални, неупућени. 
Прође дванаест година. До тада је Антон постао запосленик Ноћне страже, „светлосни маг са мрачном прошлошћу“. Током свог рада научио је све законе своје организације, односно контролу мрачних сила: тамни други, у честим случајевима вампир, мора добити дозволу да убије особу. Антонов начин живота је прилично досадан: пије вотку, дружи се са вампирским комшијама Саушкинима, оцем и сином. Једног дана добија следећу мисију: непознати тамни су почели да траже тинејџера Јегора, који је подлегао њиховом позиву. Антонов задатак је да га прати и спречи лов. Да би то урадио, пије крв свиња, прилагођавајући се позиву вампира. Успева да уђе у траг дечаку у метроу; приметио је присмотру и одлучио да се држи даље од прогонитеља. Али он и даље подлеже позиву. Када је дечак већ био у рукама вампира, злог вампира, фризера Андреја и његове девојке Ларисе, Антон је позвао појачање - она врло лака која су одвела чаробницу: возача Семјона и мађионичаре који мењају облик медведа Иљу и тигрићу Катју. . На свом ЗИЛ-у у пуној брзини јуре на место, умало пуштајући под точкове самог Забулона, шефа Дневне страже (аутомобил је направио салто кроз њега). У међувремену између Антона и Андреја долази до туче. Андреј умире у тренутку када је стигло појачање, Антон је тешко повређен и умире. Поента је била да је Андреј прекршио Мировни уговор: издао је дозволу за своју девојку, али је ловио другу жртву, за коју се испоставило да је Јегор, и тиме прекршио Уговор, због чега је Антон морао да убије Андреја. Запослени у Ноћној стражи испоручују умирућег Антона у Горсвет, где га лечи мудри Гесар, шеф Ноћне страже. Антон се опоравља и говори му да је у метроу пронашао девојку са клетвом (левка) и покушао да је спасе, али су његови покушаји били узалудни. Шеф Ноћне страже дао је излеченом Антону кратак одмор, дајући Олгу за партнера, чаробницу у телу сове, која би требало да га заштити од прогона Дневних стража, јер се не би радовали убиству. Мрачног.
Што се тиче девојке, Гесар је одмах започео истрагу. Убрзо је сазнао име, адресу девојке и који ће се следећи трагични догађаји десити под дејством левка. Једна од најближих жртава је авион који је летео из Анталије, умало није дошло до катастрофе. Девојка, Света је лекар, не сумња да је проклета, а сваки њен нагли покрет или реч доводи до полутужних последица. Игнат, бивши радник Ноћне страже, који је имао одређену особину, послат је да смири девојку - он је, као нико други, знао како да заведе девојке. До тада је Игнат одлучио да се одмакне од посла, да живи нормалним људским животом и планира венчање. Нервозан што га је "сломио", почиње искрено са Светланом и одмах је уклоњен са задатка, закључавши Семјона у аутомобил.
Вампир Лариса тражи освету за смрт свог љубавника. По савету вештице Алисе, она одлучује да узме Јегора за таоца. Антон и Олга су одмах сазнали за ово. У последњем тренутку стигли су у кућу у којој је живео Јегор, када се у стану потукао вампир. Одлучујући да оду у стан кроз Сумрак, примећују да их Јегор види и сам пада у Сумрак, губећи свест. Олга говори Јегору о свету Других и да он као Други треба да изабере на којој ће страни бити: тамној или светлој. У Јегоровој кући, Антон је пронашао фотографију дечака са мајком, на којој је препознао бившу жену, па је Јегор Антонов син, а чаробница га је преварила пре 12 година, рекавши да је дете странац.
У међувремену, левак почиње да се развија, а у граду се дешавају застрашујући догађаји: умире мајка Светланиног комшије Максима Ивановича, запосленог у термоелектрани, која убрзо експлодира, услед чега је цела Москва лишена осветљење (како је објављено у хитном саопштењу), људи се смрзавају. У привременом седишту Ноћне страже, стану промрзлих људи, не могу да сазнају ко је, ипак, проклео Свету. Антон остаје последња нада за спас људи. Он и Олга су позвани у штаб, а Тигрић и Медвед остају да брину о Јегору. У штабу маг Забулон, шеф Дневне страже, разговара са Гесером, изнервиран Антоновим чином. На Гесеров захтев даје му амајлију заштите и одлази. Гесер тражи од Антона да некако сазна ко је проклео Светлану. Он долази у њену кућу прерушен у болесног пацијента, али она схвата да је здрав и захтева да оде. Антон остаје са њом до последњег, покушавајући да нађе изговор зашто је дошао и у разговору почиње да схвата да девојка живи лоше: она је разведена, неспретна по природи, свет се окренуо од ње. За Свету је кап која је прелила чашу било мајчино одбијање трансплантације бубрега, на шта је њена ћерка отишла. Девојка није издржала и викнула је: „Проклет био. Постаје јасно да је проклела себе, а да је Света Други. Проклетство је скинуто, град се враћа свом некадашњем животу. Антон јој саветује да то више не говори.
Током скидања клетве у седишту Ноћне страже, сазнаје се за хватање Јегора: дечак је потпуно подлегао позиву вампира и попео се на кров своје куће, чиме је постао талац, а потом Тигар и медвед који су изгубили будност. Антон је о томе обавештен у Светланином стану и долази на кров на захтев Ларисе. Вампир захтева да Антон скине амајлију и баци фењер, она каже да жели поново да постане човек и оптужује Светле за неправду. Јегор успева да побегне, а онда на сцену упада Забулон у лифту. Лариса је рањена, светли нестају, Антон, који је изгубио амајлију, остаје сам са мрачним господаром. Долази до битке између њих, Антон покушава да побегне, али службеници дневне страже му се мешају. Забулон ће докрајчити светлу, али га Јегор, који се појавио са амајлијом, спречава. Исцрпљени Антон, одлучивши да је ово још један Мрачни, вади нож и напада га, господар таме га зауставља. Јегору се воде жестоке расправе да је Антон хтео да га убије не само сада, већ и тада, 1992. године. Дечак-Други, одлучивши да га је Антон све ово време тражио ради убијања, а да су сви светли исто тако варљиви, бира тамну страну. Схвативши да је ово Завулонова намештаљка, Антон почиње да га бесмислено туче. Тако се појавио Велики Други, који је изабрао моћ зла, и свет ће потонути у таму. Али све док има оних који верују у светлост, нада остаје.